# Андрианов, Павел Маркович

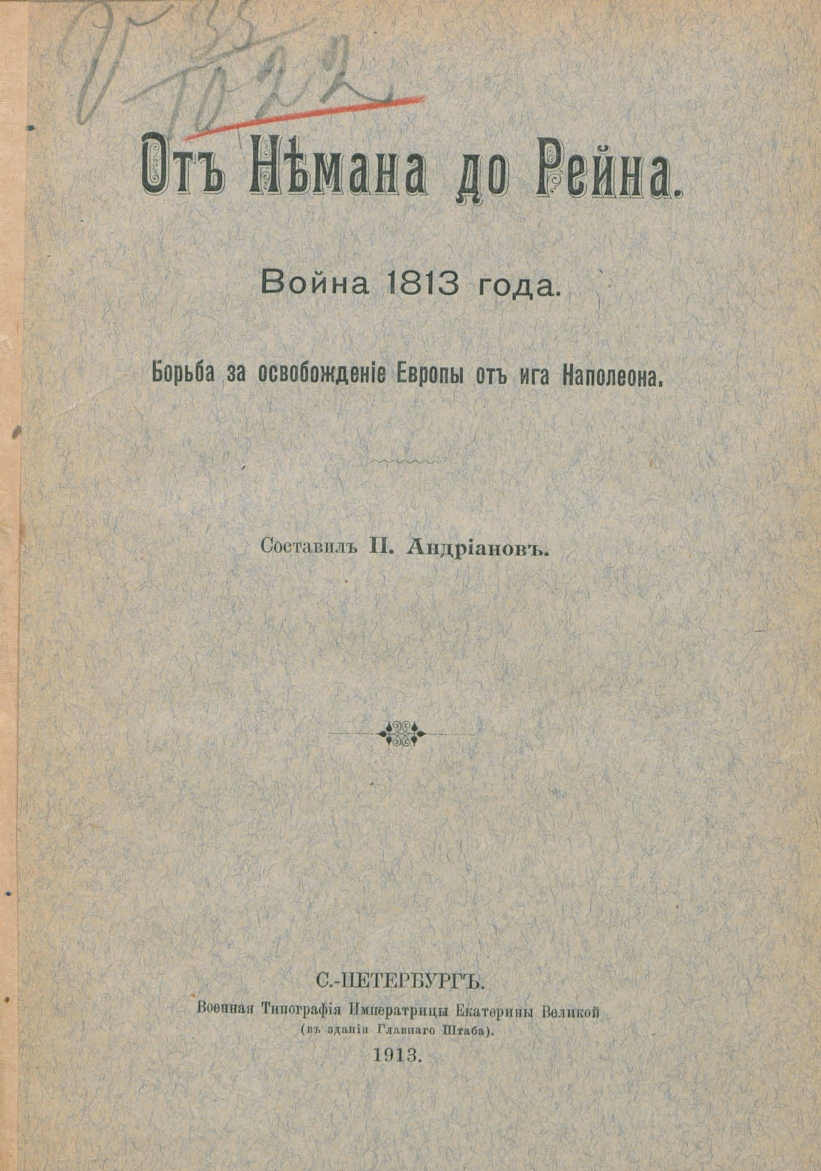
Книга П. М. Андрианова

Па́вел Ма́ркович Андриа́нов (1877—1918) — русский военачальник, генерал-майор Русской императорской армии.
Автор книги «От Немана до Рейна: война 1813 года. Борьба за освобождение Европы от ига Наполеона». — СПб. : Воен. тип. имп. Екатерины Великой, 1913. — 56 с., 5 л. ил., портр., карт.

## Биография
Родился 26 февраля 1877 года в православной семье.
Образование получил в Николаевском реальном училище (1895). В службу вступил 12 августа 1895 года вольноопределяющимся в 58-й пехотный Прагский полк.
Окончил Московское военное училище в 1897 году по 1-му разряду. Выпущен подпоручиком (ст. 13.08.1897) в 12-ю артиллерийскую бригаду. Поручик (ст. 12.08.1900).
Окончил Николаевскую академию генерального штаба в 1903 году по 1-му разряду. Штабс-капитан (ст. 23.05.1903). Цензовое командование ротой отбывал в 59-м пехотном Люблинском полку (31.10.1903—31.08.1904). Обер-офицер для поручений при штабе Одесского военного округа (28.12.1904—28.07.1909).
Капитан (ст. 17.04.1905). Подполковник (ст. 06.12.1908). Прикомандирован к Одесскому военному училищу для преподавания военных наук (28.07.1909 — 03.06.1915). Полковник (ст. 25.03.1912).
Участник Первой мировой войны. И.д. начальника штаба 105-й пехотной дивизии (11.07.1915 — 22.02.1916). Командир 53-го пехотного Волынского полка (22.02.1916 — 25.01.1917). Начальник штаба 14-й пехотной дивизии (28.01.-27.02.1917).
Генерал-майор (пр. 15.06.1917; ст. 15.06.1917). Начальник штаба 30-го армейского корпуса (20.05. — 01.09.1917). Командующий 14-й пехотной дивизией (18.09.-02.11.1917).
Командующий 8-м армейским корпусом (02.11.1917 — 18.12.1917). Командующий 4-й армией (18.12.1917 — 28.02.1918). При гетмане — губернский староста Киевского округа (30.08.1918 — 11.1918). Убит при взятии Киева войсками С. Петлюры 17 декабря 1918 года. Известие о панихиде было опубликовано в газете «Одесский листок» № 479; 01.01.1919 (19.12.1918 по старому стилю).
На начало 20 годов состоял завучем Вторых Вятских пехотных курсов РККА. Согласной данным РГВА фонд ВГШ фонд 11. 
Был женат, имел двоих детей: Татьяна (18.11.1902 — 25.12.1986) и Алексей (27.09.1905 — 04.01.1979).

## Награды
- Орден Святого Георгия 4-й степени (8 октября 1917) — «за бои 9—11.06.1916 г.»;
- Георгиевский крест 4-й степени (12 октября 1917) — «За бой 22.08.1917 г. у деревни Мунчелу, Румыния»;
- Георгиевское оружие (4 марта 1917);
- Орден Святого Станислава 3-й степени (1906);
- Орден Святой Анны 3-й степени (1906);
- Орден Святого Станислава 2-й степени (6 декабря 1910);
- Орден Святой Анны 2-й степени (6 декабря 1913);
- Орден Святого Владимира 4-й степени (3 января 1915);
- Орден Святого Владимира 3-й степени с мечами (7 мая 1916);
- Мечи и бант к ордену Святого Владимира 4-й степени (3 июля 1916);
- Мечи к ордену Святой Анны 2-й степени (8 сентября 1916).